# Xenylla thiensis
Xenylla thiensis är en urinsektsart som beskrevs av Louis Deharveng och Najt in Tillier 1988. Xenylla thiensis ingår i släktet Xenylla och familjen Hypogastruridae. Inga underarter finns listade i Catalogue of Life.